# Chrysotimus metallicus
Chrysotimus metallicus är en tvåvingeart som beskrevs av Octave Parent 1934. Chrysotimus metallicus ingår i släktet Chrysotimus och familjen styltflugor. Inga underarter finns listade i Catalogue of Life.